# برینتری (ماساچوست)
برینتری(به انگلیسی: Braintree) شهری در شهرستان نورفولک ایالت ماساچوست می‌باشد که در سال ۱۶۴۰ بنیان‌گذاری شده‌است. این شهر در سرشماری سال ۲۰۱۰ میلادی، ۳۵٬۷۴۴ نفر جمعیت داشته‌است.